# Графиня Дербі (Ромні)
 «Графи́ня Де́рбі» — портрет англійського художника кінця 18 століття Джорджа Ромні. Зберігається в Сполучених Штатах.

## Портрет на замову
Джордж Ромні досить пізно подався в художники. Приблизно у 20 років він розпочав серйозно опановувати живопис. Оселився у Лондоні у 1762 році, де відкрив власну майстерню. Робив ілюстрації до літературних творів античних і англійських літераторів, сед яких були Есхіл і Вергілій, Вільям Шекспір і Джон Мілтон . Але став модним портретистом.
Леді Елізабет Хамілтон, графиня Дербі, визнавалася в Лондоні красунею, хоча не мала чорних очей і не була брюнеткою. Англійці захоплювались чорнобривими брюнетками, на обличчі яких яскраво грали рум'янець і чорні очі.
Замову на портрет художник отримав у 1776 році, коли йому було 42 і він добре знав, як улестити модель. Портрет графині він писатиме в майстерні, але подасть аристократку в парку, вона ніби то присіла на хвилинку. Художник добре відтворює високу зачіску і білу сукню моделі, віртуозно дав ламкий атлас і поряд з тьмяним же білим. Графиня в спокійній позі з пустим, але вишуканим жестом. Через 12 сеансів портрет був готовий. І в травні 1778 року, коли фарби висохли, його відвезли до вельможної господині. Це типовий парадний портрет, де художник вдало обігрував привабливу аристократичну модель. Декоративність і компліменти — головні риси подібних жіночих портретів Британії. Головне, щоб він добре пасував до палацового інтер'єра. Грішив цим і портретист Томас Гейнсборо.
В 20 столітті багато аристократів Британії почали розпродавати свої картинні галереї. Був проданий і портрет Леді Елізабет Хамілтон. Тепер він окраса англійського відділу Метрополітен-музею.